# 1828 Kashirina
1828 Kashirina este un asteroid din centura principală, descoperit pe 14 august 1966, de Liudmila Cernîh.